# Monhystera paramacramphis
Monhystera paramacramphis är en rundmaskart. Monhystera paramacramphis ingår i släktet Monhystera, och familjen Monhysteridae. Arten är reproducerande i Sverige.